# Ringwall Greinberg
Der Ringwall Greinberg, früher Ringwall Monbrunn oder auch Römerschanze genannt, ist der Rest einer vorgeschichtlichen keltischen Ringwallanlage auf etwa 430 m Höhe um den Gipfel des 452 m hohen Greinbergs über dem Maintal, 1200 Meter östlich der Kirche von Breitendiel, einem heutigen Stadtteil von Miltenberg im Landkreis Miltenberg in Bayern. Der Ringwall ist als Bodendenkmal mit der Aktennummer D-6-6321-0013 und der Beschreibung als Ringwall "Greinberg" mit Funden der Bronzezeit, der Urnenfelderzeit, der Hallstattzeit, der frühen Latènezeit, der jüngeren Latènezeit, der römischen Kaiserzeit und der Völkerwanderungszeit sowie Merkurheiligtum der römischen Kaiserzeit ausgewiesen.

## Beschreibung
Auf dem strategisch günstig über dem Maintal gelegenen Greinberg errichteten eisenzeitliche Bewohner eine Ringwallanlage, von der noch ein komplett umlaufender Wall und Grabenreste erhalten sind. Er soll schon in der Urnenfelderzeit entstanden sein und während der Hallstatt- und Latènezeit weiter genutzt bzw. ausgebaut wurden sein.
Der ovale, sich über den Bergrücken nach Nordwest hinziehende Ringwall hat einen weiteren, stärker verschliffenen inneren Wall, der sich im Osten an den äußeren, noch deutlich sichtbareren Wall anlehnt. Er hat etwa 1 km Umfang und umschließt eine Fläche von 8,1 ha. Im Süden, am leichten Kammzugang, ist noch deutlich ein vorgelagerter Graben vor dem hier deutlich stärkeren Wall sichtbar. Der Wall hat hier von außen noch über 4 m Höhe, von Innen etwa 2,50 m. Der äußere umlaufende 1,5 km lange Wall nimmt eine Fläche von 15,5 ha ein. Mögliche Torbereiche sind nicht sicher zuzuordnen, die Öffnungen des über den Kamm verlaufenden Höhenweges sind wahrscheinlich neuzeitlich. Im Südwesten ist der Rest eines nahezu gerade verlaufenden Abschnittswalles nach Westsüdwest von 148 m Lange vorhanden.
Mit der Vorverlegung des Odenwaldlimes und dem Aufbau des nassen Mainlimes wurde das Gebiet römisches Herrschaftsgebiet. Hier huldigten die Römer dem Gott Merkur in zwei Tempeln nördlich und innerhalb der keltischen Anlage. Die rechteckigen Umrisse des größeren sind in der Mitte der Anlage noch zu erahnen. Funde befinden sich im Museum Stadt Miltenberg. Das Kastell Miltenberg-Altstadt westlich Miltenbergs am Nassen Limes, das Kastell Miltenberg-Ost des Obergermanisch-Raetischen Limes und der Tempelbezirk bilden ein nahezu gleichseitiges Dreieck, in deren Mitte der Miltenberger Mainbogen liegt. So wie der nasse Limes nördlich um den Greinberg läuft, verlief südlich unterhalb des Greinberges eine römische Straße vom Altstadtkastell kommend, die nach Südosten zum Limes querte. Südwestlich unterhalb des Greinberges konnte dabei eine römische Straßenstation nachgewiesen werden.
Der sogenannte Toutonenstein wurde ca. 150 m südlich des Ringwalles gefunden; eine Infotafel markiert heute den Fundort.

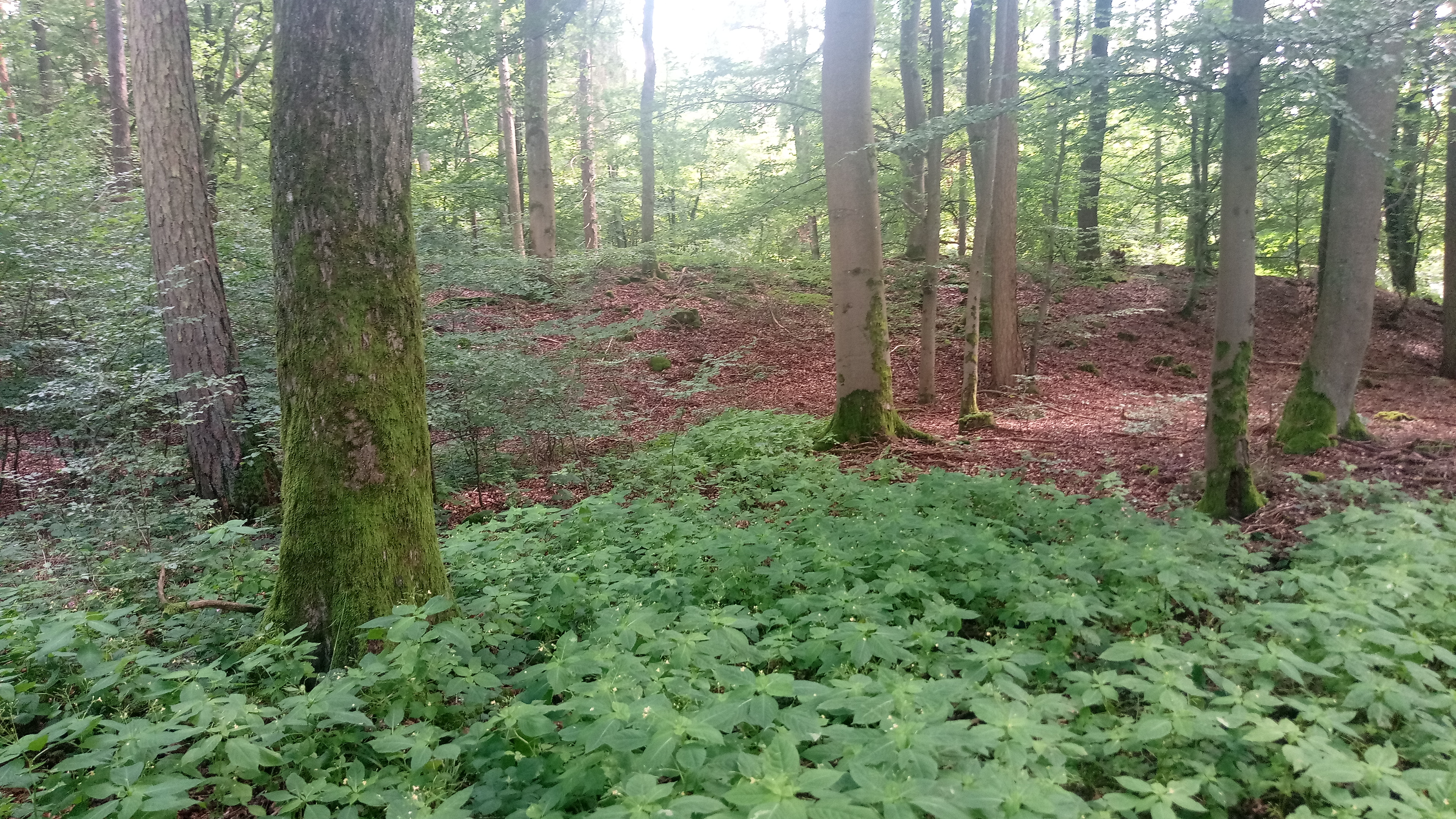
Blick vom Innern der Anlage auf den Ringwall im Südosten
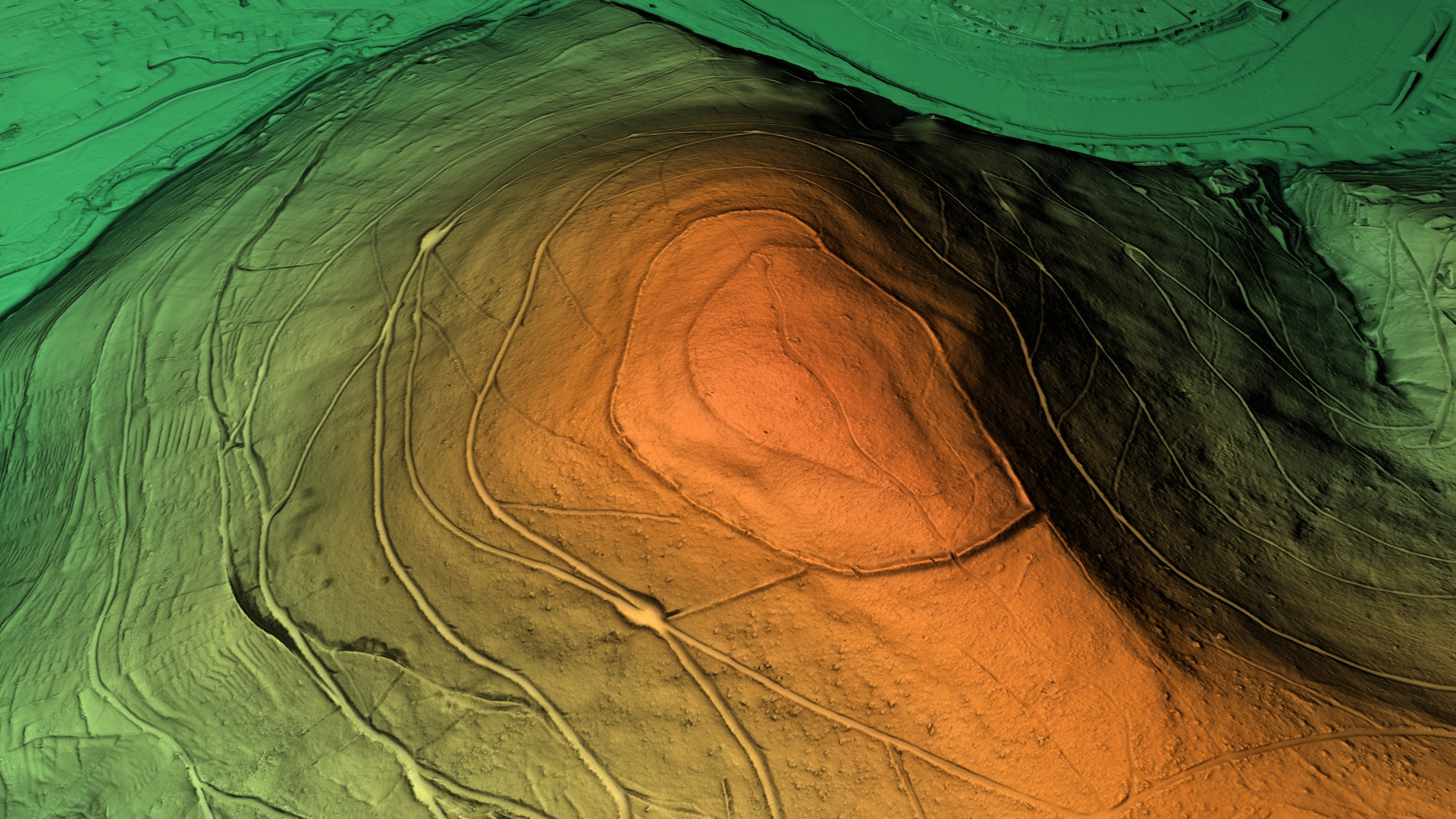
3D-Ansicht des digitalen Geländemodells
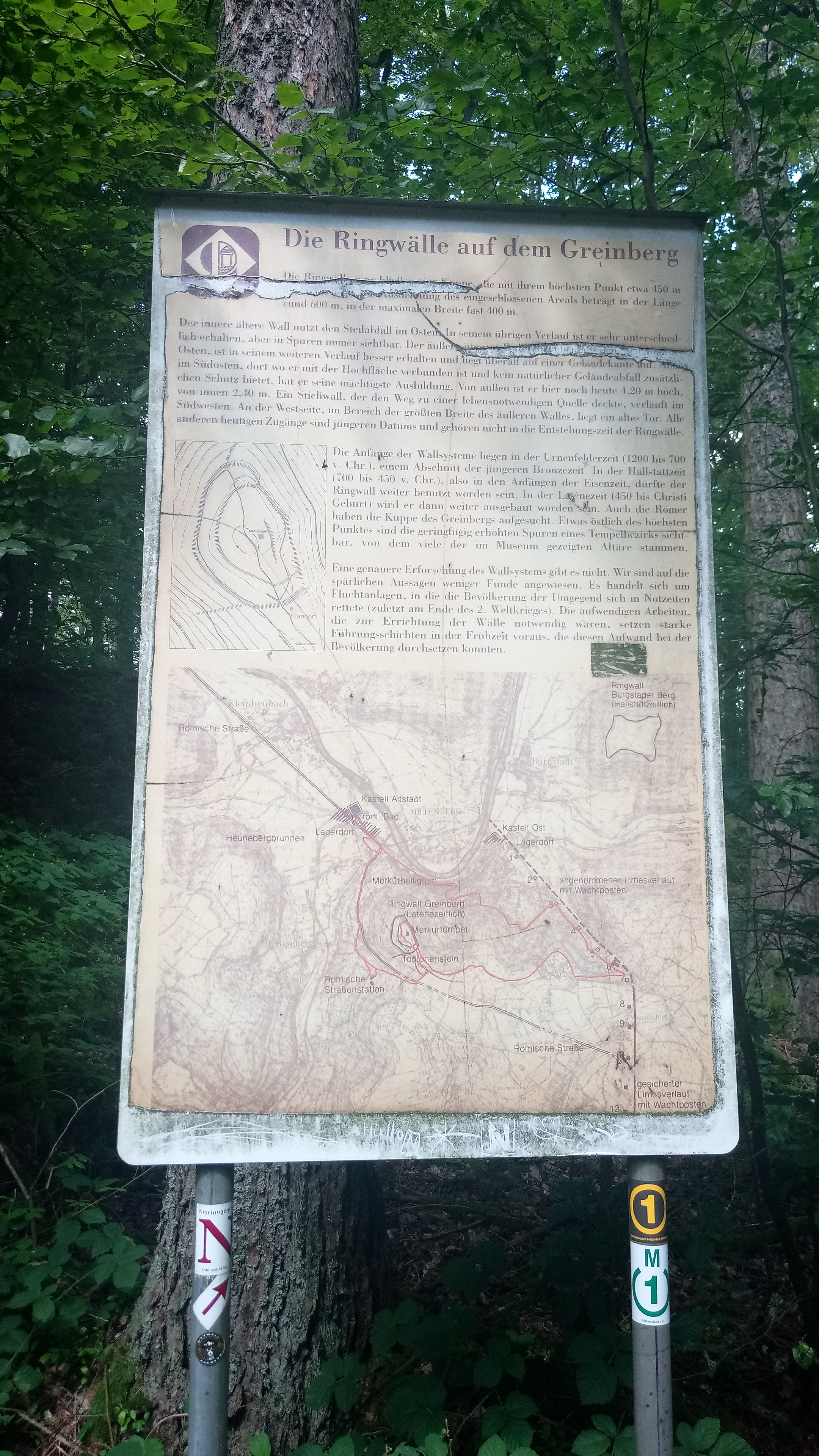
Infotafel am südlichen Bereich des Ringwalls